# Elektrakompleks
Elektrakomplekset er et begreb i psykologien indført i 1913 af Carl Gustav Jung. Freud afviste  begrebet i Afhandlinger om seksualteori. Elektrakomplekset er en parallel til Freuds ødipuskompleks, og betegner pigens ønske om at slå moderen ihjel og gifte sig med sin far.